# 1237
Високе Середньовіччя •  Золота доба ісламу •  Реконкіста •  Хрестові походи •  Київська Русь •  Монгольська імперія

## Геополітична ситуація
На території колишньої Візантійської імперії існує кілька держав. Фрідріх II Гогенштауфен є імператором Священної Римської імперії (до 1250). У Франції править Людовик IX (до 1270).
Апеннінський півострів розділений: північ належить Священній Римській імперії, середню частину займає Папська область, більша частина півдня належить Сицилійському королівству. Деякі міста півночі: Венеція, Піза, Генуя тощо, мають статус міст-республік, частина з яких об'єднана Ломбардською лігою.
Південь Піренейського півострова в руках у маврів. Північну частину півострова займають християнські Кастилія, Леон (Астурія, Галісія), Наварра, Арагонське королівство (Арагон, Барселона) та Португалія. Генріх III є королем Англії (до 1272), а королем Данії — Вальдемар II (до 1241).
У Києві княжить Ярослав Всеволодович (до 1238), у Галичі — Ростислав Михайлович, у Володимирі-на-Клязмі — Юрій Всеволодович (до 1238). Новгородська республіка та Володимиро-Суздальське князівство фактично відокремилися від Русі. У Польщі період роздробленості. На чолі королівства Угорщина стоїть Бела IV (до 1270).
В Єгипті, Сирії та Палестині править династія Аюбідів, невеликі території на Близькому Сході утримують хрестоносці. У Магрибі держава Альмохадів почала розпадатися. Сельджуки окупували Малу Азію. Монгольська імперія поділена між спадкоємцями Чингісхана. Північний Китай підкорений монголами, на півдні править династія Сун. Делійський султанат є наймогутнішою державою Північної Індії, а на півдні Індії домінує Чола. В Японії триває період Камакура.
Цивілізація мая переживає посткласичний період. Почала зароджуватися цивілізація ацтеків.

## Події
- Похід хана Батия на північно-східну Русь.
  - Весною монголи завдали поразки половцям.
  - 16-21 грудня монгольські війська взяли штурмом Рязань.
- Імператор Священної Римської імперії Фрідріх II завдав поразки Ломбардській лізі під Понтонуове. Він оголосив намір зробити Рим своєю столицею, що викликало невдоволення папи римського Григорія IX.
- 9-річного сина Фрідріха II Конрада обрано королем Німеччини.
- Австрію розділено на Верхню Австрію і Нижню Австрію. Відень підпорядковано безпосередньо імперії.
- Імператором Латинської імперії став Балдуїн II де Куртене.
- 12 травня за розпорядженням папи римського Григорія IX лицарський Орден мечоносців, що зазнав великих втрат у боях з язичниками прусами, об'єднано з Тевтонським орденом як його підрозділ Лівонський орден.
- Григорій IX закликав шведів до хрестового походу в Фінляндію.

## Народились
- Констанція Угорська — галицька княжна, дружина Лева І